# Туембаш
Туемба́ш (тат. Туембаш) — село в Кукморском районе Республики Татарстан, в составе Туембашского сельского поселения.

## География
Село находится на границе с Кировской областью, в верховьях реки Тойменка, в 12 км к северу от районного центра, города Кукмора.

## История
В «Списке населенных мест по сведениям 1859—1873 годов», изданном в 1876 году, населённый пункт упомянут как казённая деревня Ураскино 2-го стана Малмыжского уезда Вятской губернии. Располагалась при речке Ураскинском, по правую сторону Елабужского почтового тракта, в 37 верстах от уездного города Малмыжа и в 15 верстах от становой квартиры в казённом селе Поляны (Вятские Поляны). В деревне, в 127 дворах жили 740 человек (372 мужчины и 368 женщин), была мечеть.

## Экономика
Жители занимаются валкой валенок, скотоводством, растениеводством, пчеловодством, работают преимущественно в ООО «Тойма», крестьянских (фермерских) хозяйствах.

## Социальные объекты
В селе также действуют неполная средняя школа, детский сад, дом культуры, библиотека, фельдшерско-акушерский пункт.

## Религиозные объекты
Мечеть.